# Ruurd B. Halbertsma
Ruurd B. Halbertsma, vollständig Ruurd Binnert Halbertsma, oft vereinfacht Ruurd Halbertsma (* 1958) ist ein niederländischer Klassischer Archäologe. Er ist Kurator am Rijksmuseum van Oudheden in Leiden.

## Leben
Ruurd Halbertsma studierte Klassische Philologie, Alte Geschichte und Klassische Archäologie an der Universität Leiden. Er nahm an Ausgrabungen in Satricum in Italien teil und leitete Exkursionen nach Griechenland, Italien, Tunesien und in die Türkei. Schon während seines Studiums interessierte er sich besonders für die Geschichte der archäologischen Sammlungen in Europa und insbesondere in den Niederlanden. Dies führte zu seiner Promotion im Fach Klassische Archäologie über den Ursprung der niederländischen Sammlungen des 19. Jahrhunderts mit punischer, etruskischer und ägyptischer Kunst. Halbertsma publizierte zahlreiche Artikel und Monographien und hielt Vorträge, unter anderem an den Universitäten von Kopenhagen, Paris, New Haven (Yale University) und Cambridge (Harvard University). Er betreut den niederländischen Teil des internationalen Forschungsprojektes Corpus Vasorum Antiquorum.
Halbertsma ist Kurator des Rijksmuseums van Oudheden und außerordentlicher Professor (bijzonder hoogleraar) für Museologie und Geschichte der Archäologie an der Fakultät für Archäologie der Universität Leiden. 2010 wurde er zum Mitglied der Society of Antiquaries of London gewählt. Von 2014 bis 2015 hat er die Dauerausstellung „Klassische Welt“ des Museums erneuert. Basis dieser Neugestaltung war das Thema „Griechen im Kontext“, die Interaktionen, Einflüsse und Inspirationen zwischen der griechischen Kultur und den Kulturen der benachbarten Zivilisationen im mediterranen Raum. Seine Tätigkeitsschwerpunkte sind die materielle Kultur Griechenlands, Etruriens und des Römischen Reiches, die Geschichte des Aufbaus archäologischer Sammlungen sowie Museumsstudien.

## Schriften (Auswahl)
- mit Masanori Aoyagi: Mozaiek der Antieken. Oog in oog met Grieken, Etrusken en Romeinen. Tokyo Shimbun, Tokyo 1989 oder 1990.
- Ancient Art. Tokyo Shimbun, Tokyo 1990.
- Etruskische Cultuur. Bataafsche Leeuw, Amsterdam 1991.
- mit P. Akkermans, M. J. Raven und M. Brouwer: Brons uit de Oudheid. Bataafsche Leeuw, Amsterdam 1992.
- Le solitaire des ruines. De archeologische reizen van Jean Emile Humbert (1771–1839) in dienst van het Koninkrijk der Nederlanden. Rijksmuseum van Oudheden, Leiden 1995.
- Beeldhouwkunst uit Hellas en Rome. Bataafsche Leeuw, Amsterdam 1996.
- Scholars, Travellers and Trade. The Pioneer Years of the National Museum of Antiquities in Leiden, 1818–1840. Routledge, London/New York 2003.
- Schitterend Glas uit Egypte, Griekenland en Rome. Waanders Uitgeverij, Zwolle 2006.
- From Distant Shores. Nineteenth-Century Dutch Archaeology in European Perspective. In: N. Schlanger und J. Nordbladh (Hrsg.): Archives, Ancestors, Practices. Archaeology in the Light of its History. Berghahn Books, New York/Oxford 2008.
- Ancient Glass and Various Antiquities in the Frits Lugt Collection, Paris Edition Fondation Custodia, Paris 2010.
- mit Richard Jansen: De schatvondst van Nistelrode. Romeinse luxe in het Bataafse land. Rijksmuseum van Oudheden, Leiden 2010.
- mit M. E. Halbertsma und L. Ruitenberg: Sisi en Wilhelm II. Keizers op Corfu. Rijksmuseum van Oudheden, Leiden 2011.
- Nulli tam laeti triumphi. Constantine’s victory on a reworked cameo in Leiden. In: Babesch 90, 2015, S. 221–235 (Digitalisat).
- mit Lot Fakkeldij: Humbert in Tunisia. Carthage Rediscovered. Rijksmuseum van Oudheden, Leiden 2017.
- (Hrsg.): The Canino Connections. The History and Restoration of Ancient Greek Vases from the Excavations of Lucien Bonaparte, Prince of Canino (1775–1840). Sidestone Press, Leiden 2017, ISBN 9789088904998 (Online).